# Hiroaki Hiraoka
Hiroaki Hiraoka (n. 6 februarie 1985, Hiroshima, Japonia) este un judocan ce a reprezentat Japonia, medaliat olimpic. A participat la 2 ediții ale Jocurilor Olimpice (2008, 2012) în care a câștigat o medalie de argint.